# Atelopus peruensis
Atelopus peruensis is een kikker uit de familie padden of Bufonidae. De soort werd voor het eerst wetenschappelijk beschreven door Peter Gray en David Charles Cannatella in 1985. De soortaanduiding peruensis betekent vrij vertaald 'wonend in Peru'.

## Uiterlijke kenmerken
De lengte is ongeveer 3 tot 3,5 centimeter, de vrouwtjes worden groter dan de mannetjes. Het is een van de weinige soorten kleine padden waarbij het gif niet onderschat moet worden; net zoals pijlgifkikkers is het secreet erg krachtig en kan tot de dood leiden als het gif van deze dieren door contact op het lichaam terechtkomt. In tegenstelling tot veel andere giftige dieren heeft deze soort geen direct zichtbare felle kleuren, meestal grasgroene tot groenbruine rug, kop en poten, en een brede zwarte flank met daarin vele witte vlekjes.
De kop is meestal iets donkerder gekleurd en de onderzijde van de poten en buik zijn witgeel tot felgeel of oranje. Deze soort heeft een vrij gedrongen uiterlijk en erg korte poten en kop. Aan weerszijden van de neus zijn twee duidelijke opstaande groeven te zien.

## Verspreiding en habitat
Atelopus peruensis komt voor in delen van Zuid-Amerika en is endemisch in het noorden van Peru. De kikker is aangetroffen in berggebieden op een hoogte van 2800 tot 4000 meter boven zeeniveau. De soort komt in een relatief klein gebied voor en is hierdoor kwetsbaar. Door de internationale natuurbeschermingsorganisatie IUCN wordt de soort beschouwd als 'Kritiek'.

## Levenswijze
In tegenstelling tot de meeste padden is deze soort dagactief, en schuilt 's nachts onder stenen of bladeren. De habitat van deze soort beslaat hoger gelegen, koelere bergwouden, waar het vaak zeer vochtig is vanwege de mistige omstandigheden aldaar. Het is een kruipende soort die nooit klimt en tussen de bladeren en mossen van de strooisellaag foerageert op zoek naar voedsel. Op het menu staat alles wat in de bek past, voornamelijk insecten en andere kleine geleedpotigen.